# 潯峰崗北駅
潯峰崗北駅（じんほうこうきたえき、中文表記: 浔峰岗北站）は、中華人民共和国広東省広州市白雲区里広路・潯峰山東路と匯才一街の交差点に位置する広州地下鉄12号線の駅。駅番号は12/02。

## 歴史
計画時の仮駅名は「里横路駅」であった。
- 2025年6月29日：開業[2]。

## 駅構造
島式ホーム1面2線を有する地下駅。

### のりば
| 番線 | 路線     | 行先           |
| ---- | -------- | -------------- |
| 1    | ■ 12号線 | 広州体育館方面 |
| 2    | ■ 12号線 | 潯峰崗方面     |

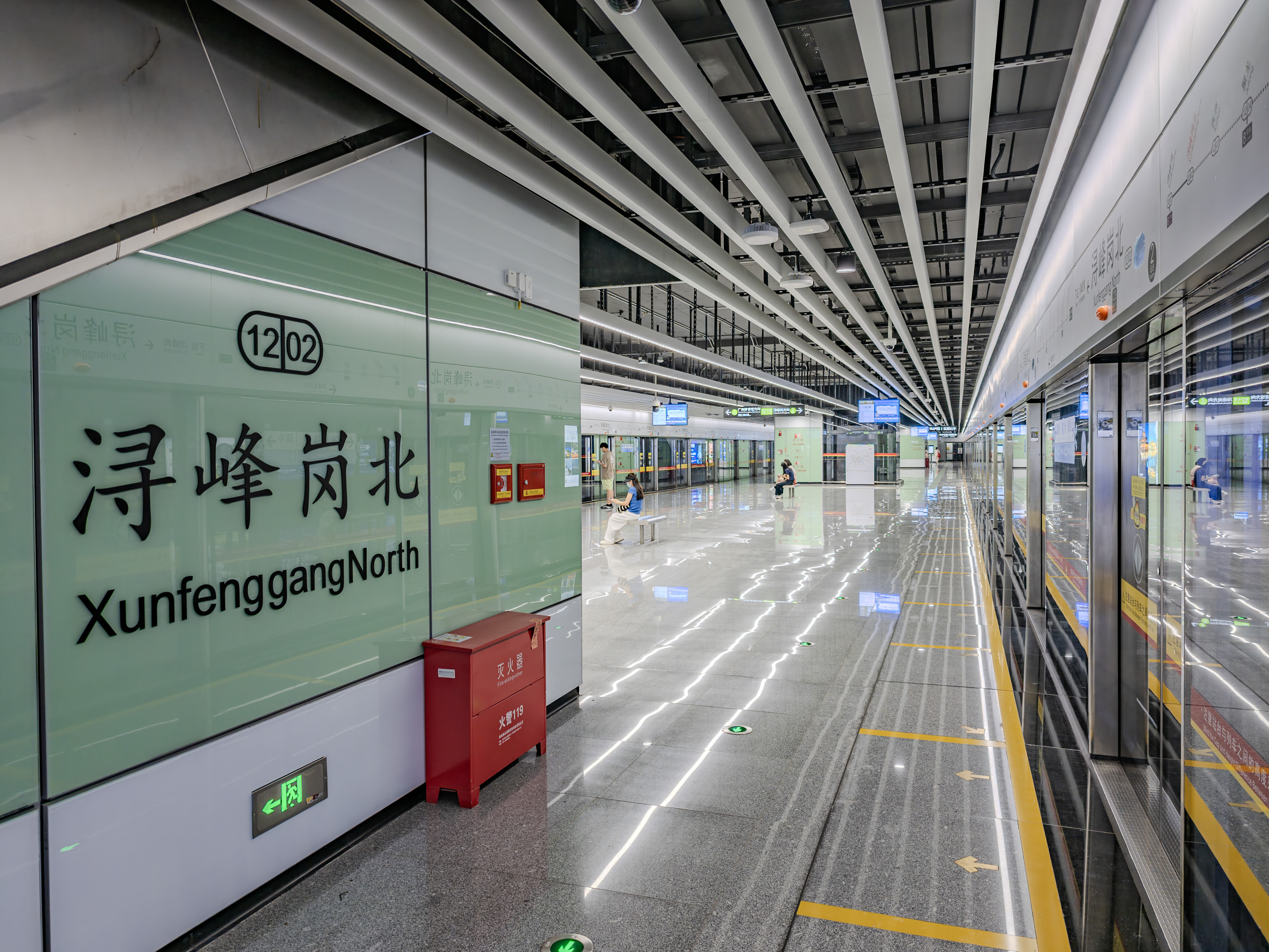
ホーム
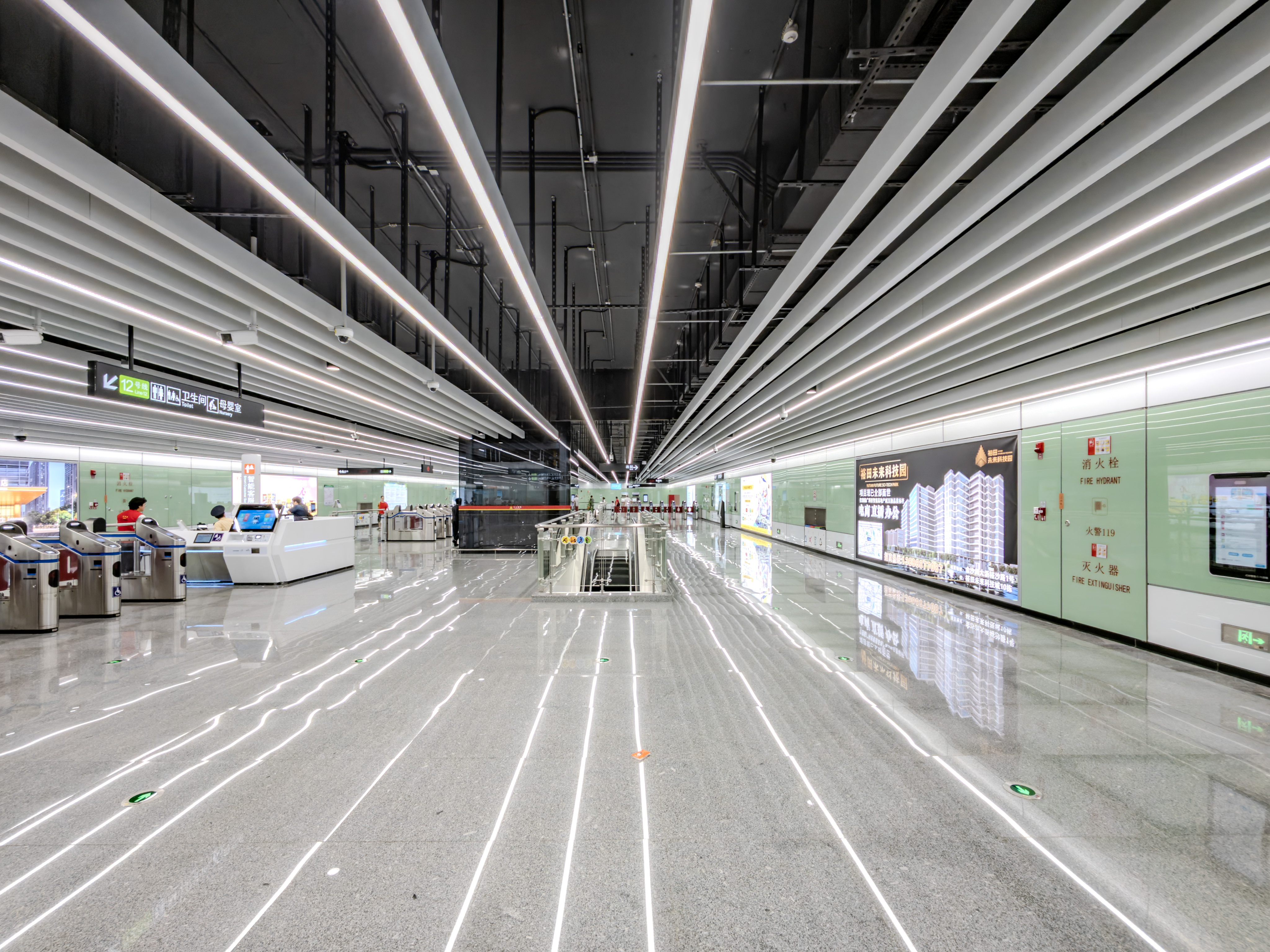
コンコース

## 駅周辺
- 保利・西海岸江岸花園
- 暴力・匯海花園
- 碧桂園・金沙国際広場
- 碧桂園・山海名門
- 恒大金名都

## 隣の駅
広州地下鉄
■ 12号線
潯峰崗駅 1201 - 潯峰崗北駅 1202 - 西洲駅 1203